# 通用名药物
通用名藥物（英語：generic drug）也稱學名藥、非專利藥（nonproprietary drug)，是与原研药物同一种成分或相同配方组成的药品；通用名药物得以制造的原因是原研藥的專利權已到期，不再受到藥品專利保護，通用名藥物才得以銷售。因為通用名藥物的化學活性成分與原研藥品相同，所以前者的醫學特性被認為與原研藥品等效。通用名藥物虽然具有與原研藥品相同的活性成分（active pharmaceutical ingredient，API，或 active ingredient），但在某些特徵上，例如製造過程、藥劑劑型、賦形劑、顏色、味道、和包裝，會有所不同。
仿制药品的概念类似通用名藥物，其主成分也是一种通用名藥物，即仿制国家已批准正式生产、并收载于国家药品标准的药物品种，与原研药品生物等效，临床上可相互替代。
药品通用名（generic name of a drug）或药物通用名，简称通用名（generic name）或通名，就是通用名药物中活性化学成分药品的名称；通用名包括INN。
通用名藥物可能與某個特定公司無關，但它通常會受到藥品使用所在的國家/地區的法規所規範。它們帶有藥廠的名稱和通用非專有的名稱，例如藥品的美國採用名稱（USAN），或是國際非專利藥品名稱（INN）。通用名藥物必須包含與原研药品牌配方相同的活性成分。美國食品藥品監督管理局（FDA）要求通用名藥物就藥物代謝動力學和藥物效應動力學的特性而言，必須與其品牌藥對應產品相同，或在其可接受的生物等效性範圍之內。（FDA對"相同"一詞的使用是法律解釋，而不是字面上意思。）
生物藥物，例如單株抗體，在生物學上與小分子藥品不同。生物相似藥具有與原研產品幾乎相同的活性成分，並且通常會受到一系列擴展法規的監管，但是生物藥物與通用名藥物兩者並不相同，因為生物相似藥的非活性成分與原研產品的稍有不同，但是在安全及有效的臨床效力上，與原研產品並沒有顯著的差異。
在大多數情況下，授予藥品原研開發者的專利保護期滿之後，通用名藥物（學名藥）即可上市。學名藥進入市場後，由於競爭的緣故，通常會導致品牌藥以及學名藥的價格大幅降低。在大多數國家/地區，專利提供的保護長達20年。但是如果藥廠達成特定的目標，例如針對小兒科患者進行臨床試驗，那麼許多國家和地區，例如歐洲聯盟（歐盟）和美國，可能會根據藥品價格競爭與專利期補償法案，給予藥廠長達五年的額外保護時間（"專利期補償"）。
藥廠、批發商、保險公司、和藥房都可在生產和分銷的各個階段把價格提高。
根據通用名藥物製藥協會（Generic Pharmaceutical Association）所做的分析，學名藥在2014年在美國開出的43億張處方箋中，所佔比率達到88％。:2
另一方面，FDA和英國國民保健署（NHS）把"品牌學名藥"定義為"（a）非原藥廠所生產的專利期已過藥品的新劑型，或（b）是一種已過專利期的藥品，加有商標名稱的複製版本" 。由於生產品牌學名藥的公司在研發上的投入很少，因此藥廠僅在營銷上投下資金即可，因此可獲取更高的利潤，並同時降低成本。例如，印度太阳制药所擁有的兰伯西实验室，這家藥廠最大的收入來源是品牌學名藥的製造。

## 命名法
學名藥名稱是使用標準化的詞綴來構成，這些詞綴可以區分不同類別之間以及區別同類別之內的藥物，並提示它們的作用。

## 經濟學
藥廠首次銷售藥品時，通常會取得專利權保護，直到專利權到期以前，公司可利用對競爭對手提起侵犯專利權的訴訟來排除競爭。開發新藥的藥廠通常只會投資到能擁有強大專利權保護的候選藥品，用來把所投下的開發成本賺回（也包括開發不成功藥品的成本），並且獲利。品牌藥品公司對於一種擁有新化學實體的新藥，從發現、測試、和獲得監管單位的批准，在2003年的平均成本，估計會高達8億美元，在2014年則更達到26億美元。能產出新產品的藥廠擁有好幾種產品系列擴展策略，用來擴展產品的專有性，其中一些策略被視為是對系統動手腳的行為，並被批評者稱為"延長專利期限"的行為，但總有可能在某些時候會有無專利保護的情況。只要藥品專利權持續有效，品牌藥品公司就享有在這段時期中的市場獨占性（或稱壟斷性），在這段時期，公司可將藥品價格設定在能夠產生最高利潤的水準。這樣產生的利潤通常遠超過藥品本身的開發和生產成本，讓這家公司能夠抵消它的一些無利可圖或未通過臨床試驗藥物的研發成本。失去專利權對藥品的影響在不同產品類別（例如，生物藥物相對於小分子產品）之間差異很大，主要是由於與此類產品相關的規範、法律、和製造方面的障礙所產生的影響。而實際上在生物藥物和複雜的學名藥領域，那種蓬勃的‘品牌對品牌‘間的競爭狀況，可看出原研品牌藥的藥廠在專利權喪失後，仍有能力保護它們市場的佔有率。
大型藥廠通常花費數以百萬美元計算來保護其專利權，免受來自學名藥的競爭。除訴訟手段之外，他們還可重新配製藥品，或是許可子公司（或另一家公司）根據原研專利來生產和銷售學名藥。經專利持有人許可銷售的學名藥被稱為授權學名藥。
學名藥通常以比其效果同等的品牌藥低許多的價格出售，因此淨利率也會低。原因之一是當藥品不再有專利權保護時，生產商之間的競爭就會加劇。學名藥藥廠生產的成本遠低於品牌藥—只有製造成本，而無藥物發現和藥物開發的成本，因此能夠以較低的價格銷售，仍維持有產生盈餘的能力。價格通常低得足以讓低度發展國家的消費者買得起。例如，泰國從學名藥的領先製造國印度進口數百萬劑血液抗凝劑（用於預防心臟病發作）氯吡格雷（商品名在中國大陸為波立維、在台灣為保栓通（Plavix）），價格每劑為0.03美元。
學名藥公司也可能會從品牌公司以前所做的營銷工作，包括廣告、業務代表推介、以及免費樣品的分發中受益。學名藥藥廠推出的許多藥物的前身已在市場上銷售十年或更長時間，縱然學名藥通常會冠上自有品牌，但對於患者和醫療衛生提供者而言，他們可能已經相當熟悉。
印度在世界學名藥製造市場上佔有領先的地位，在2019-20年（4月至3月）出口此類藥品價值達到200億美元。印度生產的學名藥主要是出口到美國和歐盟。
在英國，學名藥的定價受到政府的報銷率所控制。藥劑師和醫生所需支付的價格主要取決於被許可銷售者的數量、原研品牌的銷售價值、以及製造的便利性。典型的價格衰減圖顯示出的是"扇形"曲線，通常從學名藥產品發布之日時的品牌藥價格開始，然後隨著市場競爭加劇而下降。幾年後，圖表通常會在達到原研品牌藥價格的20％之後展平。在達到原研品牌藥價格大約20％的情況下，價格會有"反彈"的現象：當銷售價格跌至商品的成本以下時，一些許可銷售者會退出市場，然後價格會上漲一段時間，直到許可銷售者重新備貨再進入市場，之後就發展成為長期的季節性，或是年度性的反彈現象。（請參考通用名藥物價格衰減#反彈）在2016年到17年期間，NHS花在購買學名藥的金額約為43億英鎊。
在2012年，美國所開立的處方箋中，有84％是學名藥，而在2014年，美國因為使用學名藥，在醫療衛生上的節省達到2,540億美元。:2
在2010年代中期，學名藥行業進化到製藥產業一個大量專利即將到期的時代（era of giant patent cliffs）。有銷售額約為280億美元的藥品將在2018年發生專利到期，但在2019年，只有約100億美元的市場被開放出來，第二年的開放更少。因為專利藥製藥產業對這種情況的回應是透過公司的整合或轉向嘗試開發新藥的緣故。

## 政府法規
絕大多數发达國家/地區要求學名藥的藥廠證明它們的製劑與同名品牌藥具有生物等效性。
生物等效性並不是說學名藥必須與品牌藥完全相同（而是"等效藥物"）。化學差異可能存在；例如，製造時可使用不同的鹽 (化學)或酯。學名藥成分中不同的無效成分會讓學名藥看起來與原研品牌藥不同。但是，這種藥品的治療效果要相同（即"等效藥物"）。如果小分子藥物的曲線下面積（AUC）和最高血中藥物濃度（Cmax），有90％的置信區間落在藥物代謝動力學參數的80％至125％之間，就被認為是等效藥物；大多數被美国批准的學名藥的參數都在這個範圍之內。 對於更複雜的產品，例如吸入器、透皮貼劑、脂質體製劑、或生物相似藥，要證明藥效或臨床等效性，挑戰性會更大。

### 美國
1984年頒布的《藥品價格競爭與專利期補償法案》（非正式被稱為《哈奇-沃克斯曼法案》）把承認學名藥的程序予以標準化。FDA在2007年啟動"學名藥價值與效率倡議（Generic Initiative for Value and Efficiency，GIVE）"，用來促使學名藥核准流程的現代化以及簡化，學名藥產品的數量和種類得以增加。
在藥廠製造學名藥之前，它需要向FDA提交簡明新藥申請（ANDA），以證明其與先前核准的"對照藥品"在治療上等效，並證明有持續以及安全生產藥品的能力。對於提出的ANDA，FDA要求總給藥量（以曲線下面積表示）和最高血中藥物濃度（Cmax）的幾何平均數/參考比的90％置信區間應落在在80–125％的範圍內。（此範圍是一種統計運算，並不是說學名藥與品牌對照藥品的差異可達25％。）在1996年至2007年之間，FDA曾進行過2,070項研究，就品牌藥和複製的學名藥在人體中的吸收上做評估。學名藥與品牌藥之間的平均吸收差異為3.5％，與兩批量同樣品牌藥之間的差異相當。非創新版本的生物藥物或生物相似藥，除了進行生物等效性的測試外，還需要進行免疫原性的臨床試驗。生物相似藥在根本上與化學製品的學名藥不同，由於生物相似藥的製造需要利用活細胞，它們批次之間的可變性及其生物學性質，產出的產品不會完全相同。生物相似藥的製造核准要遵守額外的規範。

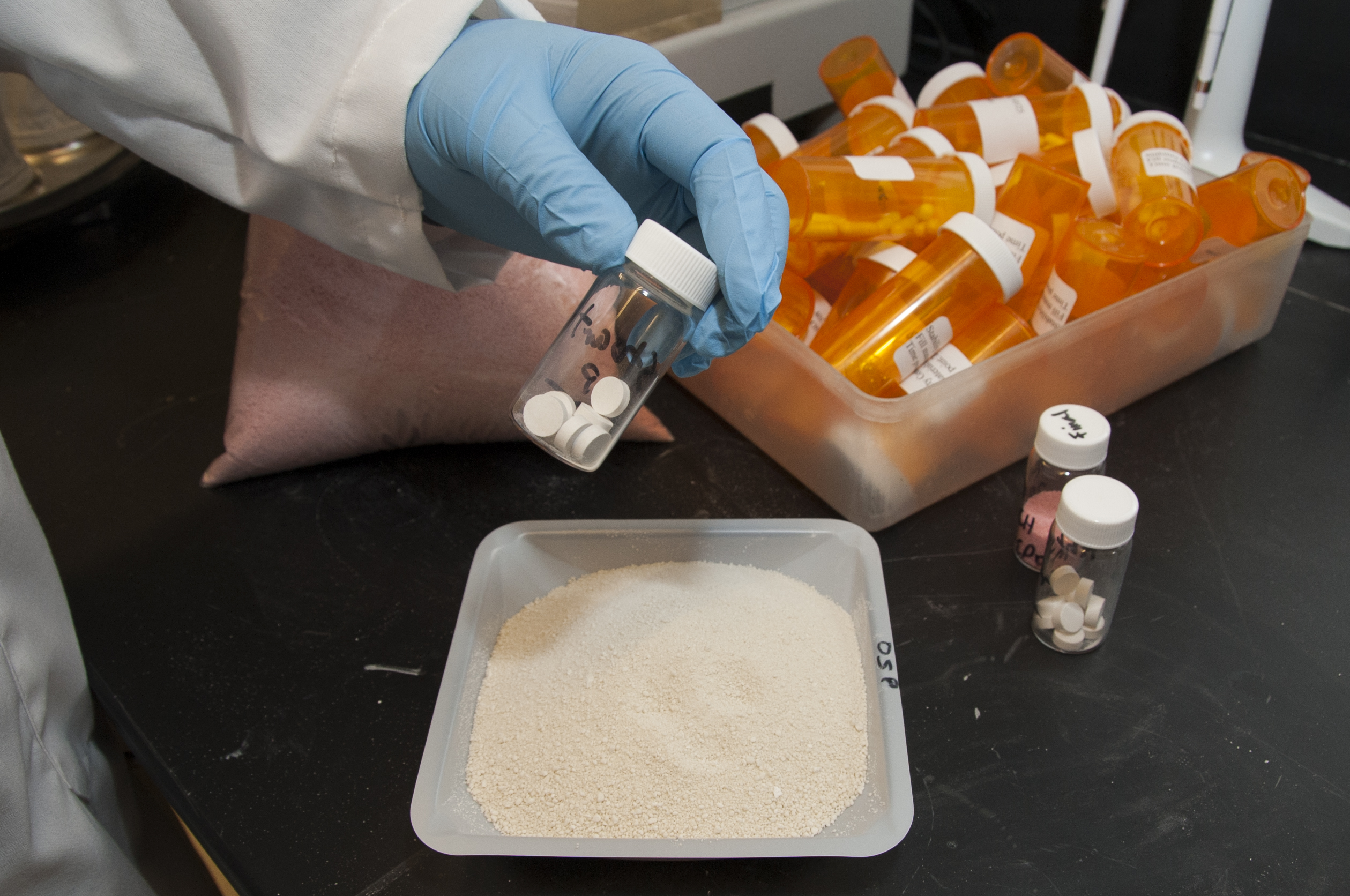
美國 FDA 的學名藥研究部的科学家正在评估用于塗布控释制剂表面的微珠。当有证据表明一种已获 FDA 批准的仿制学名药的有效性低于预期时，FDA 的产品质量研究部门可能会从头开始重制该药，并采用改进的方法对其进行测试。

申請獲得核准後，FDA會將學名藥加入具有治療等效性評估的核准藥品名單中，並在名單中加上註釋，顯示對照藥物與學名藥之間的等效程度。FDA還認可使用具有相同成分，但不同生物利用度的藥物，並將其列入治療等效性組別。例如自2006年起，鹽酸地爾硫䓬有四個等效性組別，全部使用相同的活性成分，但僅在個別組別中被認為是等效。
為了在創新藥品專利到期後立即開始銷售藥品，學名藥公司必須在專利到期之前就提交ANDA。由於提出ANDA的行為被認為是對專利的"建設性侵權"，因此會讓學名藥公司面臨侵犯專利權被告的風險。為了激勵學名藥公司承擔這一風險，《哈奇-沃克斯曼法案》授予最先申請ANDA的藥廠180天的行政獨佔（豁免）期限。
當面對藥物創新者或專利權所有人提出專利訴訟時，學名藥公司通常會提出反訴訟，挑戰專利的有效性。創新者和學名藥公司像私人團體之間的任何訴訟一樣，也可選擇和解。其中一些以逆向給付協議的形式所達成的協議曾被法院駁回，在這樣協議，學名藥公司基本上是接受付款而撤消訴訟，學名藥的推出因而受到延遲，違反《哈奇-沃克斯曼法》的本意。
專利到期後，原有創新公司有時會嘗試透過另一家公司出售授權學名藥，來維持這項藥品的部分收入；美國聯邦貿易委員會（FTC）在2011年所做的一份報告發現，在180天獨占期內引入授權的學名藥會讓消費者受益，因為有了競爭，患者成本得以降低。
原有創新公司也可能提出FDA公民請願，爭辯FDA不該接受學名藥廠的ANDA。《美國憲法第一修正案》保障個人或組織向聯邦政府提出公民請願的權利。為了處理這種FDA公民請願的情況，FDA頒布法規，其中包括任何"利害關係人"都可在任何時候請求FDA"發布、修改、或撤銷法規或命令"，並制定運作程序。

### 印度
印度政府於1960年代初開始鼓勵印度公司擴充製藥能力，並於1970年通過《專利法》。 《專利法》把食品和藥品的成分專利取消，保留方法專利，但專利期限被縮短到五至七年。由於缺乏專利保護，印度公司利用逆向工程開發出新的製程，生產低成本藥物，切入市場，在印度和全球創造出一個利基市場。印度國家醫學理事會於2002年發布的道德守則，要求醫師僅開立印度國產學名藥的處方箋。印度是世界學名藥生產市場的領先國家，太阳制药是印度最大的製藥公司。在2017-18年度（4月至3月），印度學名藥藥廠出口金額達到173億美元。
印度在1945到2016年期间，只要求较新的原藥（批准不足4年）的通用名药物进行生物等效性测试。从2017年开始，一些种类下的所有通用名药物，无论原藥新旧都必须通过等效性测试。

### 中华人民共和国
學名藥生產是中國大陆製藥產業的重要部分。西方觀察家表示，中國缺乏保護專利的行政措施。但是中國在2001年加入WTO之後，出于成员国有关规定專利制度有所加強。
中國是世界上最大的原料藥出口國，其提供的原料藥佔全球的40% 。
中国大陆自2016年的《关于开展仿制药质量和疗效一致性评价的意见》开始，要求新的通用名药物进行生物等效性测试，并且安排已有药物的测试事宜。在生物等效性测试前，还需要进行初步的体外溶解特性（dissolution behavior）测试。2018年起，有44种药可以豁免等效性测试，13种药可以简化测试。

## 接受度
醫生對於某些學名藥會抱持懷疑的態度。例如，華法林（商品名Coumadin）的治療窗口（指藥的劑量是在效能和毒性之間平衡的一個範圍，請參考治療指數）很窄，需要經常作血液檢查以確保患者沒有達到亞治療或中毒的水準。在加拿大安大略省進行的一項研究顯示，使用通用名華法林結果安全，但許多醫生對患者服用學名藥还會感到不安。在某些國家（例如澳大利亞）會同時使用不止一個品牌的處方藥，除非消費者要求，否則醫生不會讓藥劑師使用非其開立的品牌來取代。
中国2019年采用集中带量采购（集采）机制之后，医保系统集中大量为每一个选定的學名藥剂型举行竞标，价低者胜。通过“仿制药一致性评价”是投标标准之一。集采在2025年全面铺开，对于不少学名药剂，集采所选药成为医保系统内的唯一选择。但集采药被医患反应疗效不可靠，一致性评价恐有水分。

## 问题

#### 批准标准不足
2007年，北卡羅萊納州公共廣播電台的節目《人民藥房(The People's Pharmacy)》開始報導消費者投訴，關於安非他酮（商品名Wellbutrin）的學名藥產生意想不到的效果。隨後，由梯瓦製藥所銷售的由Amneal Pharmaceuticals所生產的300mg緩釋片劑（extended-release tablets，請參考緩釋技術），由於FDA在2012年確定這種緩釋片劑不具“疗效等效性”，而從美國市場撤出。之后FDA要求四家药厂重做生物等效性的药代动力学测试。基于测试结果，FDA又让其中一些公司生产的安非他酮退市。

#### 药厂数据作假
在1980年代後期，曾發生過與核准學名藥相關的一系列醜聞，讓公眾對學名藥的信心動搖。在某些情況下，有公司在測試中作弊，使用品牌藥而非自己的學名藥產品，以獲取生物等效性的數據，而國會所做的調查，發現美国FDA內部有腐敗的情況，員工接受賄賂以核准某些學名藥公司的申請，而拖延或拒絕別家公司的申請。
2004年，FDA发现十二家印度药厂伪造生物等效性数据，致使产品退市。2017年，欧洲药品管理局发现印度微型治疗研究实验室（Micro Therapeutic Research Lab）数据作假。
截至2019年，學名藥，尤其是在美國以外所生產者，普遍存有品質上的問題。FDA不經常（少於每年一次）對美國以外的生產場所作檢查。美国FDA通常對於檢查會作事前預告，這可能導致在檢查員抵達之前，受檢驗機構先把問題隱藏。少作或沒作事前通知的情況下所從事的檢查，已在印度和中國的多數學名藥生產基地，都發現有嚴重的問題。

## 法律訴訟
2011年6月23日，兩名婦女各自聲稱自己因使用甲氧氯普胺的學名藥後，發生嚴重的併發症，訴訟案件上訴到最高法院，但敗訴。在這項PLIVA,Inc.訴Mensing案中（PLIVE,Inc.為梯瓦旗下的藥廠，Mensing為患者），藥廠以5比4被判勝訴，法院裁定，學名藥公司不對原研品牌藥藥廠標籤上的信息或缺乏信息負責。

## 產業
截至2019年，傳統上在學名藥市場上佔主導地位的幾家公司包括梯瓦、邁蘭、諾華旗下的Sandoz Pharmaceuticals、Amneal Pharmaceuticals、和Endo International Plc。由於傳統學名藥的價格下降，新興公司如印度的太阳制药、Aurobindo Pharma Limited、和Dr. Reddy's Laboratories、以及加拿大的Apotex搶下市場佔有率，導致前述主導者轉向專注生物相似藥的研發。

## 市場表現和獲利情況
目前美國仍是全球最大的製藥市場，幾乎佔了全球的25%，無論是創新藥市場或是仿製藥市場都是世界第一。而美國的製藥市場也幾乎是全球醫藥股掘金的主要市場，目前幾乎所有的中國醫藥股邏輯上，最重要的都是出海和全球臨床驗證創新力。醫藥是一個國計民生產業，每個國家政府都有管控內在市場支出水準的動力，所以全球化的藥廠才能突破成長，而得到美國市場的驗證，自然也就具備了在全球任意市場開發的潛力。而美國的製藥市場分化明顯，例如仿製藥市場則是低增速的市場，年化增速預期只有4%左右，而美國整體的藥物市場預期，則達到了5%左右。可見，原廠藥仍是市場成長率較高的部分。
而這麼一個低成長速度的狀態下，仿製藥企業整體營收成長疲軟。仿製藥的商業模式問題較為突出。仿製特性決定了定價不高，難以像創新藥一樣有超額利潤率。而這時候，由於產業鏈的外包分工，印度公司就有了非常大的優勢。跟幾乎所有的低端製造業一樣，轉移到海外控製成本，然後擁有成本優勢的公司就從中不斷獲得市場紅利和份額。可以看到，2023年業績表現中，來自已開發國家的仿製藥公司和印度仿製藥公司的營收差距很大——整個市場是低增速的，印度公司卻靠份額增長獲得不俗增長。
獲利的表現更驚人，已開發國家代表的龍頭公司梯瓦毛利率只有40-50%，而印度公司卻能做到70%左右。而2023年，梯瓦製藥營業利益率約3%左右，而印度龍頭太陽製藥的利潤率卻有20%。如此的表現已經不是一朝一夕，利潤率的差距和未來的競爭格局早已定價，今日，梯瓦製藥的市值只有150億美元，而太陽製藥的市值來到了400億美元左右。值得一提的是，中國市值最大的醫藥公司恆瑞製藥，目前市值並沒有太陽製藥高。如果過去一直投資印度的仿製藥公司，還算得上醫藥行業投資裡一個不錯的選擇，跟最出色的創新藥比可能不足，但是跟整個行業相比超額收益綽綽有餘。

## 進一步閱讀
- Jeremy A. Greene. . 2014. ISBN 978-1421414935.

## 外部連結

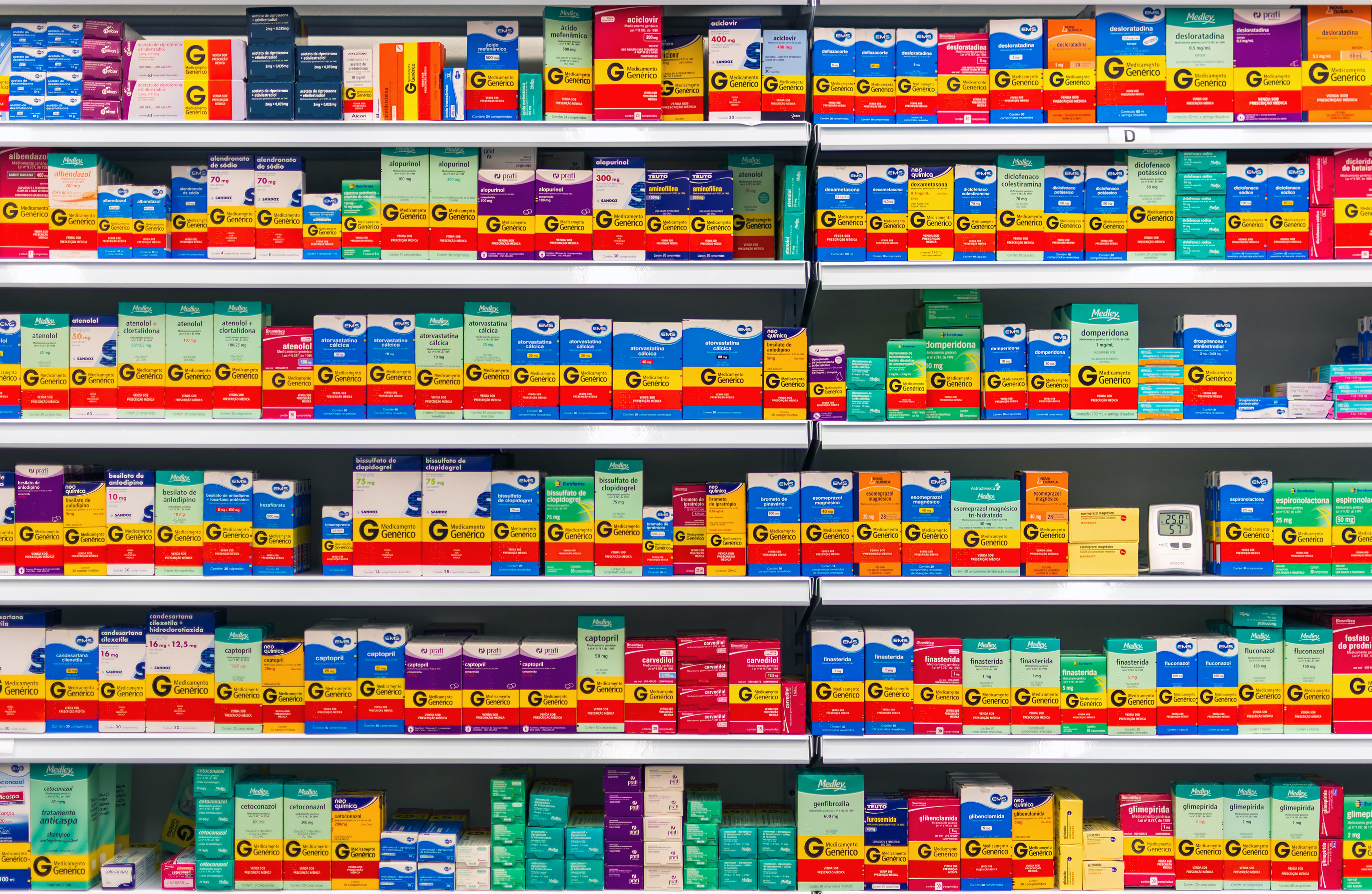
图示巴西圣保罗圣保罗人大道药房开架上的通用名药物。在巴西，超过20%的药品销售是通用名药物。

- United States Adopted Names Program, generic drug naming process, lists of adopted names （页面存档备份，存于）
- USFDA, Office of Generic Drugs （页面存档备份，存于）
- UK Department of Health, generic drugs （页面存档备份，存于）
- The Medical Letter on Drugs and Therapeutics （页面存档备份，存于）
- GPhA Generic Pharmaceutical Association （页面存档备份，存于）
- Canada Generic Drugs: Government of Canada and Health Canada （页面存档备份，存于）